# 마르티나 모라우초바
마르티나 모라우초바(슬로바키아어: Martina Moravcová, 1976년 1월 16일 ~ )는 슬로바키아의 은퇴한 수영 선수이다.
트르나바주 피에슈탸니 출신인 모라우초바는 1991년 체코슬로바키아 국제 수영 대회에서 데뷔전을 치렀으며, 5회 연속으로 올림픽에 출전했다. 모라우초바는 오스트레일리아의 시드니에서 열린 2000년 하계 올림픽에서 2개의 은메달을 획득했으며, 100m 접영에서 네덜란드의 잉어 더 브라윈에 이어 은메달을 획득했고, 200m 자유형에서 8분의 1초 차이로 유력한 우승 후보였던 오스트레일리아의 수지 오닐에게 밀려서 2위를 했다.